# Bend (guitarra)

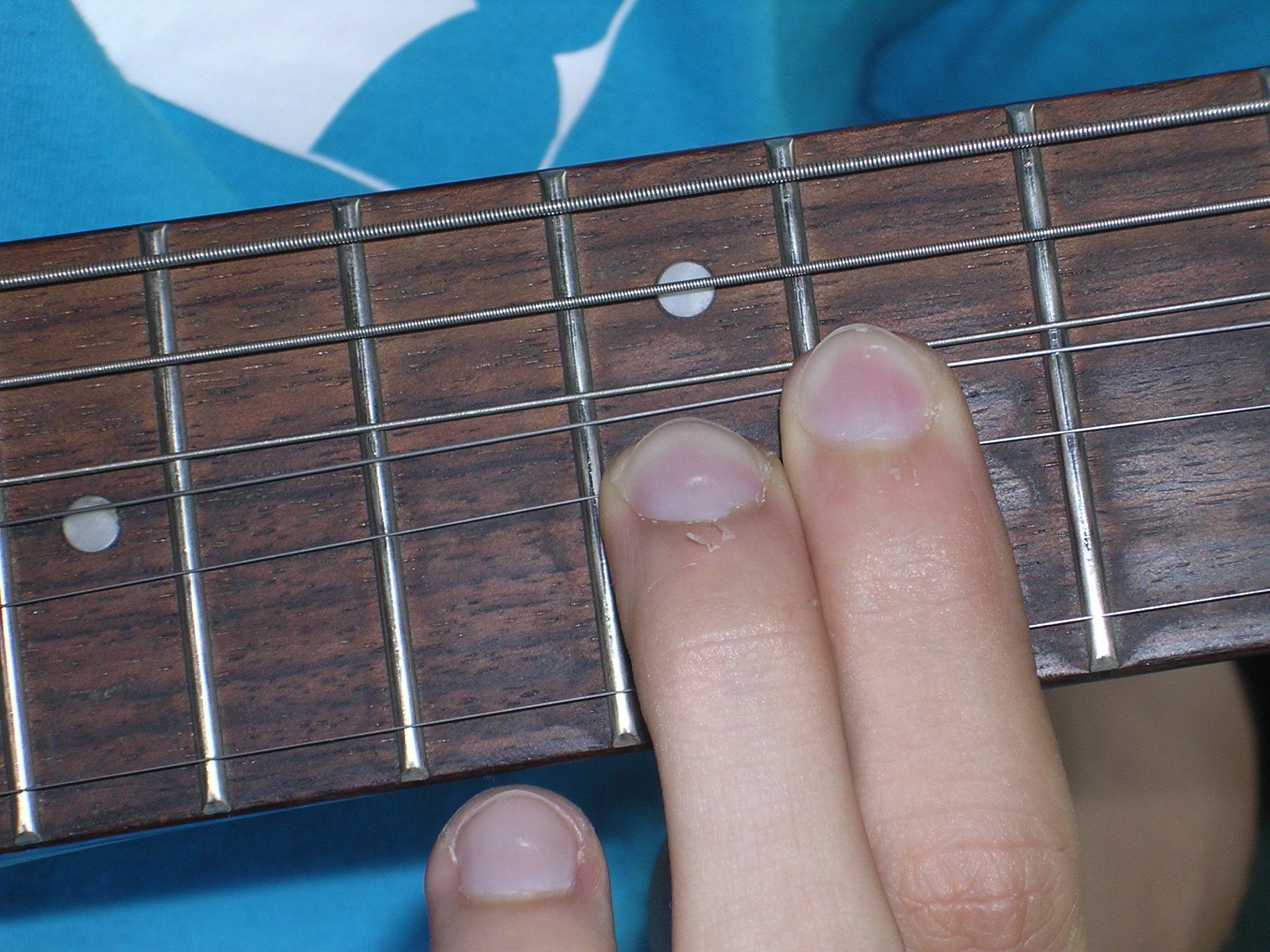
Detalhe de um bend sendo executado

Bend é uma técnica utilizada na guitarra na qual levanta-se ou abaixa-se a corda do instrumento para chegar em outra nota. Ao se  curvar a corda, a nota que era tocada tem sua afinação mudada, elevada a uma nota mais aguda. Um dos guitarristas famosos por usar essa técnica é o guitarrista de blues B. B. King.

## Executando umbend
Para executar a técnica é necessário colocar o polegar em cima do braço da guitarra, ajudando assim, a fazer uma alavanca para levantar a corda. Dependendo do dedo com o qual se fará o bend, sua forma de fazê-lo será diferente. É muito comum, e recomendado,  auxiliar  o dedo que está levantando a nota com os demais dedos. Mas o mais importante de um bend, é que não se exige muita técnica de apenas levantar a corda, mas sim perceber se ele está no tom certo ou não. O bend também pode vir acompanhado de vibrato técnica utilizada nos instrumentos de arco, mas que soa muito bem na guitarra.

## Tipos
- Bend - consiste em levantar ou abaixar a corda partindo de uma nota para atingir o som de outras notas desejadas.
- Bend release - após a chegada na nota desejada você volta a nota de origem.
- Pré bend (ou reverse bend) - consiste em puxar a corda e só depois palhetar, dando a impressão de um bend ao contrário, como se ele fosse do agudo para o grave.
- Bend em uníssono - consiste em um bend junto com outra nota em uma corda diferente e afinar o bend de acordo com a nota mais aguda, até chegar na igualdade dos sons, uníssono.
- Bend duplo - consiste em esticar duas cordas ao mesmo tempo.